# Scissurella georgica
Scissurella georgica is een slakkensoort uit de familie van de Scissurellidae. De wetenschappelijke naam van de soort is voor het eerst geldig gepubliceerd in 2005 door Davolos & Moolenbeek.